# Dacampia
Dacampia A. Massal.  (zwodnica) – rodzaj grzybów z rodziny Dacampiaceae. W Polsce występują 3 gatunki.

## Systematyka i nazewnictwo
Pozycja w klasyfikacji według Index Fungorum: Dacampiaceae, Incertae sedis, Incertae sedis, Dothideomycetes, Pezizomycotina, Ascomycota, Fungi.
Synonimy nazwy naukowej: Decampia Mudd, Xenosphaeria Trevis.
Nazwa polska według W. Fałtynowicza.

## Gatunki
- Dacampia caloplacicola Halıcı, Candan & Etayo 2009
- Dacampia cladoniicola Halıcı & A.Ö. Türk 2008
- Dacampia cyrtellae Brackel 2010
- Dacampia engeliana Saut. 1855[4] – zwodnica Engela
- Dacampia hookeri (Borrer) A. Massal. 1853 – zwodnica Hookera
- Dacampia lecaniae Kocourk. & K. Knudsen 2010
- Dacampia muralicola Halıcı & D. Hawksw. 2008
- Dacampia neglecta Stein 1872
- Dacampia peltigericola D. Hawksw. & C.J.B. Hitch 2006
- Dacampia rhizocarpicola D. Hawksw. 2008
- Dacampia rubra Halıcı, Candan & Calat. 2009
- Dacampia rufescentis (Vouaux) D. Hawksw. 1986 – zwodnica skrzywiona
- Dacampia xanthomendozae Etayo & Halıcı 2009

Nazwy naukowe na podstawie Index Fungorum. Nazwy polskie według checklist W. Fałtynowicza.